# Оуэн, Сью
Эта страница об американской поэтессе Сью Оуэн. О британском экономисте см. Сьюзан Джейн Оуэн (англ. Susan Jane Owen).
Сью Оуэн (англ. Sue Owen, дата рождения — 5 сентября 1942 г.) — современная американская поэтесса, один из ярких представителей поэзии «чёрного юмора». В её творчестве прослеживается влияние американских поэтов У. С. Мервина, Чарльза Симика, Марка Стрэнда. До 2005 года проводила семинары по поэтическому творчеству для студентов в качестве поэта в резиденции (Poet-in-Residence) в Университете штата Луизиана, в городе Батон-Руж.

## Творческая карьера
Своё начальное и среднее образование С. Оуэн получила в городе Мадисон, штат Висконсин, где впоследствии окончила Висконсинский университет, получив степень бакалавра искусств в области английской литературы. Позже, обучаясь в Колледже Годдарда, штат Вермонт, получила степень магистра искусств в области литературного творчества. Прежде чем устроиться на работу в Университет штата Луизиана, преподавала поэзию в Батон-Руже в школах, в публичной библиотеке и в «центре для пожилых». В 1988 году получила национальную премию за свой второй поэтический сборник, а в 1998 г. от штата Луизиана удостоилась звания Творческая личность года (Professional Artist of the Year).

## Поэтические премии
- Премия Университета штата Огайо за «Книгу зимы» (Ohio State University Press/The Journal Award for The Book of Winter, 1988)
- Премия департамента искусств штата Луизиана (Artist Fellowship in Poetry from the Louisiana Division of the Arts, 1993)
- Губернаторская премия Художественного Совета штата Луизиана (Governor’s Arts Award from the Louisiana State Arts Council, 1998)
- Дотации Фонда гуманитарных наук штата Луизиана за преподавание поэзии (Teaching Grants in Poetry from the Louisiana Endowment for the Humanities, 1989-97)[6]
- Премия Поэтического клуба Новой Англии (Gretchen Warren Award from the New England Poetry Club, 2013)[7]

## Сборники стихов
- Детские стихи для мертвецов (Nursery Rhymes for the Dead (Ithaca: Ithaca House, 1980))
- Книга зимы (The Book of Winter (Columbus: Ohio State University Press, 1988))
- Мой судный день (My Doomsday Sampler (Baton Rouge: Louisiana State University Press, 1999))
- Кулинарная книга дьявола (The Devil’s Cookbook (Baton Rouge: Louisiana State University Press, 2007))

## Избранные антологии
- The Best of Intro (Norfolk: Associated Writing Programs, 1985)
- Общие наблюдения: антология стихов о птицах. Санта Барбара, 1995. (Shared Sightings: An Anthology of Bird Poems (Santa Barbara: John Daniel & Co., 1995))
- Незаурядное: антология современных луизианских поэтов. Батон-Руж, 1998. (Uncommonplace: An Anthology of Contemporary Louisiana Poets (Baton Rouge: Louisiana State University Press, 1998))
- Поэзия и космос: поэмы о математике и науках. Миннеаполис, 1998. (Verse and Universe: Poems about Science and Mathematics (Minneapolis: Milkweed Editions, 1998))
- Антология поэзии, 1912—2002. Чикаго, 2002. (The Poetry Anthology, 1912—2002 (Chicago: Ivan R. Dee, 2002))
- Поэзия чёрного юмора. Журнал поэзии "Арион". 2016 № 2. (на русск. яз. Перевод И.Луковцева)